# Nova Mulher (programa de televisão)
Nova Mulher foi um programa brasileiro de televisão da Rede Mulher, lançado em 2000 e exibido às 20h. O programa era apresentado pelas jornalistas Luciana Camargo e Renata Vianello. A proposta inicial era discutir principalmente assuntos do mercado de trabalho, mas no curso de seu desenvolvimento também abordou assuntos mais voltados à mulher (beleza, decoração, moda, entre outros).